# Rhizopsammia wellingtoni
Espèce
Statut CITES
Rhizopsammia wellingtoni est une espèce de coraux appartenant à la famille des Dendrophylliidae.